# Исторически музей (Самоков)
Историческият музей в Самоков е основан през 1930 година по идея на самоковските художници Наум Хаджимладенов, Васил Захариев, Христо Йончев-Крискарец, Павел Францалийски, Слави Генев и Георги Белстойнев.

## История
Отначало музейната сбирка се помещава в сградата на читалище „Отец Паисий“, но впоследствие се обособява в самостоятелна солидна сграда зад него. Официално институцията е утвърдена от Министерството на просвещението през 1936 година. През 1937 година е положено началото на етнографската сбирка на музея, а на следващата година е направена първата изложба под ръководството на проф. Христо Вакарелски.
Самата сграда е била проектирана от архитект Юрдан Юрданов в края на 1930-те години, първата ѝ копка е направена през 1940 година от Богдан Филов, но е завършена едва след края на Втората световна война. От 1943 г. музеят се помещава в днешната си сграда. През 1958 и 1966 година са завършени съответно експозициите посветени на Възраждането и революционните борби в региона.
Понастоящем музеят разполага с фонд от около 30 000 музейни експоната, разделени в етнографска, археологическа, художествено-иконографска, документална и фотографска колекции.
Етнографската сбирка датира най-рано и е дело на основателите на музея като непрекъснато е обновявана през годините. Чрез текстил, носии, накити и занаяти е показан бита и поминъка на старите самоковци.
В археологическата сбирка намират място главно тракийски и късноантични находки. Най-богатата находка на късноантична култова керамика се намира именно тук. Предметите са от множество ямни светилища, намерени на брега на яовир. Искър при един от отливите и датират от I в. пр.н.е. Останалите експонати са от землището на село Поповяне и са датирани към 3 – 4 век.
Художествената сбирка съдържа икони, щампи, ръкописи, документи и множество картини има и оръжейна сбирка. застъпени са почти всички майстори на Самоковската художествена школа.
3500 произведения на изкуството съхранява днес Историческият музей, както и своя художествена галерия.
Много показателен е фактът, че днешната сграда на музея е проектирана в края на тридесетте години, а първата копка е направена през 1940 г. от премиера професор Богдан Филов. Сградата е завършена скоро след войната.
Част от хората работили всеотдайно за музейното дело в Самоков като директори на музея:
- Наум Хаджимладенов – 1931 – 1935 г.
- Асен Геров – 1935 – 1936 г.
- Христо Йончев-Крискарец – 1936 – 1949 г.
- Слави Генев – 1950 – 1958 г.
- Донка Белстойнева – 1958 – 1973 г.
- Тодор Вълчев – 1973 – 1991 г.
- Димитър Балабанов – 1991 – 2006 г.
- Нина Христовска – 2006 – 2014 г.
- Веселин Хаджиангелов – 2014 г.

## Експозиции
На първия етаж са изложени експонати от тракийска и късноантична керамика, открита в землището на самоковското село Поповяне (датирана към 3 – 4 век) и по бреговете на язовир Искър (датирана към 1 в. пр.н.е.). В две последователни зали е изложена етнографската сбирка от народни костюми от региона и градско облекло от 19 век, пафти, колани и накити, съдове, както и разнообразни дървени щампи за декорация на тъкани. Забележителни експонати са макетите на ковашки мях и чук (наречен „самоково“), чиито прототипи са били задвижвани от водите на Искър. В експозицията на първия етаж е изложена и първата печатарска преса от 1828 година на основоположника на печатарството в България, Никола Карастоянов. Сред документите в сбирката на музея е отпечатък от първото българско списание, „Любословие“, на Константин Фотинов от 1844 година, Взаимоучителната таблица на Карастоянов, печатана през 1846 година, училищен правилник от 1861 година.
На втория етаж на музея е разположена художествената и иконографската сбирка, представена от пейзажи на Христо Йончев-Крискарец, икони и портрети на Христо Димитров, Захари Зограф, Станислав Доспевски, Христо Йовевич, Иван Иконописец, Никола Образописов и други представители на Самоковската художествена школа, скици и рисунки, както и лични вещи на Образописов. Част от сбирката е дарение от колекционера Боян Радев. Изложени са и обкови на икони от сребърен филигран.
В двора на историческия музей е аранжиран малък лапидариум на открито, един от чиито експонати е тракоримски саркофаг от II–III в. Ансамбъла допълват скулптурите на Захари Зограф и Никола Карастоянов.
- Експонати на музея
- „Исус Христос Вседържител“, икона на Христо Димитров, 1795 г.
- Сребърен филигранен обков на икона, 19 век
- Сандъчето за бои и лични вещи на Никола Образописов
- Първатата печатна преса в България на Никола Карастоянов, 1828 г.